# IGH-Gerichtsverfahren Nr. 193 Nicaragua gegen Deutschland
Beim IGH-Gerichtsverfahren Nr. 193 Nicaragua gegen Deutschland handelt es sich um ein von Nicaragua angestrengtes Verfahren vor dem Internationalen Gerichtshof (IGH) in Den Haag, das „angebliche Verstöße Deutschlands gegen bestimmte völkerrechtliche Verpflichtungen in Bezug auf das besetzte palästinensische Gebiet“ (Alleged Breaches of Certain International Obligations in respect of the Occupied Palestinian Territory [Nicaragua v. Germany]) betrifft. Es ist seit dem 1. März 2024 am IGH anhängig und ein noch laufendes Verfahren. Die beantragten vorläufigen Maßnahmen im Eilverfahren wurden im April 2024 durch den IGH abgelehnt, das Hauptsacheverfahren wird fortgeführt.

## Hintergrund
Deutschland wird eines angeblichen und noch zu klärenden Verstoßes gegen die Völkermordkonvention beschuldigt und zwar wegen Beihilfe zu einem angeblichen Völkermord durch Israel im Gazastreifen im Rahmen des Kriegs in Israel und Gaza seit 2023. Parallel dazu läuft das IGH-Verfahren Südafrika gegen Israel, das Südafrika am 29. Dezember 2023 eingeleitet hatte und das am 26. Januar 2024 vom Internationalen Gerichtshof in Den Haag angenommen wurde.
Nicaragua und Palästina haben langjährige Beziehungen; die sandinistische Befreiungsfront (FSLN) hatte schon in den 1970er-Jahren freundschaftliche Verbindungen zur Palästinensischen Befreiungsorganisation (PLO) und erhielt während ihres Kampfes gegen Diktator Anastasio Somoza in der nicaraguanischen Revolution Unterstützung aus Palästina. Nach PLO-Führer Jassir Arafats Nicaragua-Besuch im Jahr 1980 eröffnete die PLO dort ihre erste diplomatische Vertretung in Mittelamerika.

## Klageschrift
Nicaraguas Argumentation in der verfahrenseinleitenden Klageschrift lässt sich wie folgt zusammenfassen:
1. Deutschland verstoße durch die Lieferung von Waffen und anderen militärischen Ausrüstungen an Israel und seine Aussetzung der Finanzierung des UNRWA-Hilfswerks gegen seine Verpflichtung zur Verhinderung von Völkermord gemäß Artikel I der Völkermordkonvention und trage aktiv zur angeblichen Begehung von Völkermord in Gaza bei.[1][4]
2. Deutschland verstoße mit diesem Verhalten gegen seine Verpflichtung, die Einhaltung des humanitären Völkerrechts zu gewährleisten, wie es der Gemeinsame Artikel 1 der Genfer Konventionen von 1949 verlange.[1][4]
3. Das Verhalten Deutschlands verletze das Recht des palästinensischen Volkes auf Selbstbestimmung.[1][4]

## Mündliche Anhörung
In einer mündlichen Anhörung vor dem IGH im Rahmen des Eilverfahrens am 8. und 9. April 2024 bekräftigte Nicaragua die begehrte Anordnung zeitnaher vorläufiger Maßnahmen vor Abschluss des Hauptsacheverfahrens. Diese Forderungen betrafen drei Punkte: erstens die unverzügliche Einstellung deutscher Lieferungen von Waffen und Rüstungsgütern an Israel, insoweit diese zu Handlungen eingesetzt werden könnten, die ernste Verstöße gegen die Völkermordkonvention, das humanitäre Völkerrecht oder sonstige Völkerrechtsbestimmungen darstellen würden, zweitens die Sicherstellung, dass keine bereits gelieferten Waffen und Rüstungsgüter zu solchen Handlungen eingesetzt werden könnten, und drittens die Wiederaufnahme der UNRWA-Finanzierung.
Deutschland beantragte in der mündlichen Anhörung, sowohl die Klage als auch den Eilantrag abzulehnen, und argumentierte, dass Nicaragua die Klage verfrüht eingereicht hatte, da zu dem Zeitpunkt noch kein Streit zwischen Nicaragua und Deutschland vorlag; zudem sei Israel eine unverzichtbare dritte Partei in dem Verfahren, da Völkermordkonvention und humanitäres Völkerrecht in diesem Fall nur dann geltend gemacht werden könnten, wenn festgestellt würde, dass Israel eine völkerrechtswidrige Handlung begangen habe („Monetary Gold“-Regel).
Deutschland wies auch auf die nach deutschem Recht geltenden Rahmenbedingungen zur Überwachung der Ausfuhr von „Kriegswaffen“ und „sonstigen Rüstungsgütern“ hin. Dies beinhalte auch die im deutschen Recht verankerte Pflicht, sicherzustellen, dass Militärhilfe nicht zu völkerrechtswidrigen Handlungen missbraucht werde. Deutschland vertrat den Standpunkt, dass die Verpflichtung zur Einhaltung des humanitären Völkerrechts nicht bedeute, dass ein Staat einem in einen bewaffneten Konflikt verwickelten Staat niemals militärische Unterstützung gewähren dürfe, sondern dass die Staaten vielmehr eine angemessene Risikobewertung vornehmen müssten, bevor sie dies täten.
Deutschland wandte sich auch gegen die Tatsachenbehauptungen Nicaraguas, die es durchweg als falsch, irreführend oder übertrieben darstellte. Ein Beispiel sei der Vorwurf, Deutschland habe die Hilfe für Israel nach dem 7. Oktober 2023 drastisch erhöht. Deutschland erklärte, dass die Militärhilfe für Israel seit Ende Oktober 2023 in Wirklichkeit erheblich zurückgegangen sei und kaum noch Genehmigungen für „Kriegswaffen“ erteilt worden seien. Nicaragua habe verschiedene Arten von militärischer Ausrüstung auch falsch charakterisiert. Zusammengenommen mache dies die Behauptungen Nicaraguas unglaubwürdig. Außerdem habe Deutschland sich an der diplomatischen Front unermüdlich für die Verbesserung der humanitären Lage in Gaza eingesetzt und andere Bemühungen zur Bereitstellung von Finanzmitteln für die UNRWA unterstützt, selbst nachdem Deutschland die direkten Zahlungen eingestellt hatte.

## Eilverfahren
Der Internationale Gerichtshof lehnte es am 30. April 2024 mit 15:1 Stimmen ab, die beantragten vorläufigen und unabhängig vom Hauptsacheverfahren einzuordnenden Maßnahmen, insbesondere in Bezug auf die verfahrensgegenständlichen Waffenlieferungen durch Deutschland, zu verhängen, da die für ein Eilverfahren notwendigen diesbezüglichen prozessualen Voraussetzungen nicht erfüllt seien. Gleichzeitig lehnte es der Gerichtshof jedoch ab, das Verfahren wie von Deutschland gefordert abzuweisen. Den von Deutschland vorgebrachten rechtlichen Einwand des „verfrühten Klagezeitpunkts“, also des (noch) fehlenden Klagegrunds, hielt der Gerichtshof im Ergebnis nicht für durchgreifend.
Die Entscheidung im Eilverfahren, dass keine vorläufigen Maßnahmen notwendig seien, war inhaltlich knapp gefasst; zwei der Richter, Julia Sebutinde und der von Nicaragua bestellte Ad-hoc-Richter Al-Khasawneh, kritisierten diese Knappheit in ihren Sondervoten. Der Gerichtshof führte Deutschlands Argumente zu den rechtlichen Rahmenbedingungen in Deutschland an, hob auch den „signifikanten Rückgang“ der Ausfuhrgenehmigungen seit November 2023 hervor, darunter nur vier Genehmigungen für „Kriegswaffen“, und stellte außerdem fest, dass Beiträge zum UNRWA-Hilfswerk „freiwilliger Natur“ seien und zum maßgeblichen Zeitpunkt überhaupt keine Zahlungen von Deutschland an UNRWA fällig gewesen wären. Zudem hatte die Bundesregierung eine Woche vor dem Beschluss die Wiederaufnahme der Zahlungen angekündigt.
Der Gerichtshof brachte trotz der Nichtanordnung von vorläufigen Maßnahmen seine Besorgnis über die „katastrophalen Lebensbedingungen der Palästinenser im Gazastreifen“ zum Ausdruck und wies in rechtlicher Hinsicht mit Blick auf das weiterlaufende Hauptsacheverfahren darauf hin, dass alle Staaten – auch Deutschland – internationale Verpflichtungen hätten, „das Risiko zu vermeiden“, dass Waffenlieferungen zur Verletzung der Völkermordkonvention und der Genfer Konventionen genutzt würden. Artikel 1 der Völkermordkonvention verpflichte Staaten, „die sich der ernsten Gefahr bewusst sind oder normalerweise hätten bewusst sein müssen, dass völkermörderische Handlungen begangen werden würden, alle ihnen vernünftigerweise zur Verfügung stehenden Maßnahmen zu ergreifen, um Völkermord so weit wie möglich zu verhindern.“

## Hauptsacheverfahren
Der Internationale Gerichtshof verkündete am 19. Juli 2024 im weiter anhängigen Hauptsacheverfahren, dass Nicaragua bis zum 21. Juli 2025 schriftlich eine Klagebegründung und Deutschland sodann bis 21. Juli 2026 eine diesbezügliche schriftliche Klageerwiderung einreichen müsse.